# Edgeworth
Edgeworth é um distrito localizado no estado norte-americano da Pensilvânia, no Condado de Allegheny.

## Demografia
Segundo o censo norte-americano de 2000, a sua população era de 1730 habitantes.
Em 2006, foi estimada uma população de 1599, um decréscimo de 131 (-7.6%).

## Geografia
De acordo com o United States Census Bureau tem uma área de 4,4 km², dos quais 4,0 km² cobertos por terra e 0,4 km² cobertos por água.

## Localidades na vizinhança
O diagrama seguinte representa as localidades num raio de 4 km ao redor de Edgeworth.